# Jaap van der Veen
Jaap van der Veen (15 giugno 1923 – 14 novembre 2022) è stato un cestista olandese.

## Carriera
Con i Paesi Bassi ha disputato tre edizioni dei Campionati europei (1947, 1949, 1951).